# Mégantic (série télévisée)
Pour les articles homonymes, voir Mégantic.
Mégantic est une mini-série dramatique québécoise en huit épisodes de 43 minutes réalisée par Alexis Durand-Brault, scénarisée par Sylvain Guy et mise en ligne le 9 février 2023 sur Club Illico.
La série revisite l'accident ferroviaire de Lac-Mégantic survenu le 6 juillet 2013 dans le but d'explorer les répercussions profondes de cet événement dévastateur. La série est basée sur des témoignages personnels de résidents de Lac-Mégantic et chaque épisode se concentre sur les circonstances des événements vécues par les familles touchées, à raison d'une histoire par épisode. Certains personnages sont étroitement basés sur de réels individus, tandis que d'autres sont des composites de plusieurs histoires. Selon Durand-Brault, les créateurs n'ont en réalité utilisé qu'environ 10 % à 15 % de ce qu'ils avaient appris en discutant avec les habitants.
Les histoires clés de la série incluent celles de Gabrielle (Hartley), une jeune auteure-compositrice-interprète donnant un spectacle au Musi-Café ; Vincent (Marcil) et Daniel (Robidoux) Lamarre, des frères qui se précipitent à l'action avec du matériel de leur entreprise de construction pour éviter que la catastrophe ne s'aggrave, même s'ils savent déjà que certains membres de leur propre famille sont probablement parmi les morts ; Bryan (Robillard), un pompier volontaire qui a du mal à faire face à son traumatisme émotionnel après l'incident ; Rémi (Lacroix), un prêtre vers qui de nombreux résidents de la communauté se tournent pour obtenir un accompagnement spirituel à la suite du désastre ; et Tim Richards (Murray), l'ingénieur qui a garé le train à Nantes avant que ses freins ne se desserrent et qu'il ne commence à descendre vers Lac-Mégantic.

## Distribution
- Lauren Hartley : Gabrielle Lavigne
- Olivier Gervais-Courchesne : Patrice Laurier-Savard
- Joakim Robillard : Bryan Lussier
- Carla Turcotte : Myriam Darveau
- Catherine Paquin Béchard : Corine Ménard
- Julie Trépanier : Annick Massé
- Karl Farah : Marco
- Julie Ringuette : Sergente Marie Gendron
- Simon Lacroix : Abbé Rémi David
- Bruno Marcil : Vincent Lamarre
- Éric Robidoux : Daniel Lamarre
- Isabelle Guérard : Julie Lamarre
- Duane Murray : Tim Richards
- Jean-Philippe Perras : David Ryan
- Nathalie Cavezzali : Claire Dubé
- Alex Bisping : Sergent Carl Bazinet
- Hubert Proulx : Sergent Luc Carignan
- Luc Bourgeois : Guy Lavigne
- Isabelle Drainville : Mireille Savard
- Luc Senay : Fernard Savoie
- Sarah-Anne Parent : Sandrine Savoie
- Sophie Dion : Jeanine
- Benoît Finley : Rick Levant
- Raymond Cloutier : Roméo David

## Catastrophe ferroviaire de Lac-Mégantic
L'accident ferroviaire de Lac-Mégantic se produit le 6 juillet 2013 à 1 h 14 heure locale (HAE) à Lac-Mégantic, une municipalité de la région de l'Estrie situé au Québec (Canada).
Le 5 juillet 2013, les pompiers de Nantes sont alertés d'un incendie à bord d'un train. Après avoir pris les mesures nécessaires pour éteindre l'incendie, les pompiers ont coupé l'alimentation en carburant de la locomotive et ont suivi les procédures pour couper le circuit électrique. Ils ont été rejoints par un employé de la MMA, un chef garde-voie, mais celui-ci manquait d'expérience dans ce type de situation. Une fois l'incendie éteint et la situation évaluée, les pompiers et le chef garde-voie ont discuté avec le contrôleur de la circulation ferroviaire de Farnham avant de quitter les lieux. Cependant, avec le moteur éteint sur toutes les locomotives, le compresseur ne fournissait plus d'air au système de freinage. Au fil du temps, la pression d'air a diminué dans les réservoirs principaux, réduisant ainsi l'efficacité des freins à air de la locomotive.
Peu avant 1 heure du matin, la pression d'air avait atteint un niveau si bas que les freins à air de la locomotive et les freins à main combinés ne pouvaient plus retenir le train. Celui-ci a alors commencé à descendre la pente en direction de Lac-Mégantic, situé à un peu plus de sept miles de là. Le convoi de 72 wagons-citernes contenant un total de 7,7 millions de litres de pétrole brut provoque alors par son déraillement des explosions et des incendies qui détruisent le centre-ville ainsi qu'une quarantaine d'édifices dans une zone de 2 km.
L'enquête démontre que la presque totalité des 63 wagons-citernes déraillés ont été endommagés et bon nombre d'entre eux ont été éventrés. Environ six millions de litres de pétrole brut se sont déversés rapidement. L'incendie s'est déclaré presque immédiatement et la conflagration et les explosions qui se sont ensuivies ont fait 47 morts. Quelque 2000 personnes ont dû être évacuées et une grande partie du centre-ville a été détruite.
La tragédie a aussi provoqué un traumatisme et des séquelles importantes chez les premiers répondants et les survivants de Lac-Mégantic. Un jeune pompier apprenti de 25 ans, qui a notamment extirpé le corps de son ex-conjointe des décombres calcinés du centre-ville, se suicide quatre mois après les événements et un chansonnier qui jouait au Musi-Café le soir de la tragédie s'est enlevé la vie un peu plus de deux ans après le drame auquel il avait survécu.

## Controverse
Avant sa première, la série a fait l'objet d'une projection publique spéciale pour les résidents de Lac-Mégantic. Les opinions au sein de la communauté étaient mitigées, certains résidents louant la manière délicate dont le film a été traité, tandis que d'autres estimaient qu'il était encore trop tôt pour dépeindre à l'écran le chagrin continu de la communauté. L'autorité locale de santé publique avait des conseillers sur place lors de la projection au cas où les participants auraient des réactions émotionnelles extrêmes.